# MT-LB装甲输送车
MT-LB（俄语：Многоцелевой Тягач Легкий Бронированный，羅馬化：Mnogotselevoy tyagach legky bronirovanny，[] 错误：{{Lang-xx}}：拉丁字母转写（帮助））是苏联产的多用途履带式两栖装甲车，20世纪70年代投入使用。20世纪90年代起波兰也开始生产这种战车，其原装发动机（雅罗斯拉夫尔发动机厂制造）被波兰PZL梅莱茨公司制造的的6缸SW680柴油发动机取代。

## 发展
20世纪50年代，苏联NAMI (汽车研究所)开始了一项战车开发计划以取代AT-P系列火炮牵引车（基于ASU-57空降自走炮）。为了满足这一要求，在PT-76两栖轻型坦克底盘的基础上开发了MT-L。MT-LB是MT-L的装甲衍生型。20世纪70年代初投入生产，由于存在许多现成的零件（例如发动机最初为卡车开发），战车非常便于制造。
战车在乌克兰苏维埃的哈尔科夫拖拉机厂（KhTZ）和保加利亚制造。之前同样是斯塔洛瓦沃拉冶炼厂得到授权以在波兰生产。

## 详情
成员（一名司机和一名车长/炮手）坐在战车前部的隔舱，发动机在隔舱后面。后部的隔间最多可运载11名步兵或最多2,000（4,400英磅）重的货物。战车可拖挂6,500（14,300英磅）重的负载。战车完全两栖，在水中时由履带带动战车前进。
战车前部的一个小炮塔搭载一挺7.62毫米PKT机枪，可手动360度移动，俯仰角-5/+30度。战车采用轻装甲，可防护轻武器和炮弹碎片，钢材厚度为3至10（0.12至0.39英寸），炮塔前部最大厚度为14（0.55英寸）。
多种武器系统均基于MT-LB的车体（例如箭-10或SNAR-10（一种炮兵观测雷达））设计。

## 衍生型

### 保加利亚
- 截至2016年，保加利亚有多个投入使用的MT-LB衍生型号。[9]1971至2012年间，除了基础型之外保加利亚还生产了MT-LB VM，其在雪地和沼泽中的行驶能力得到提升。[10][11]

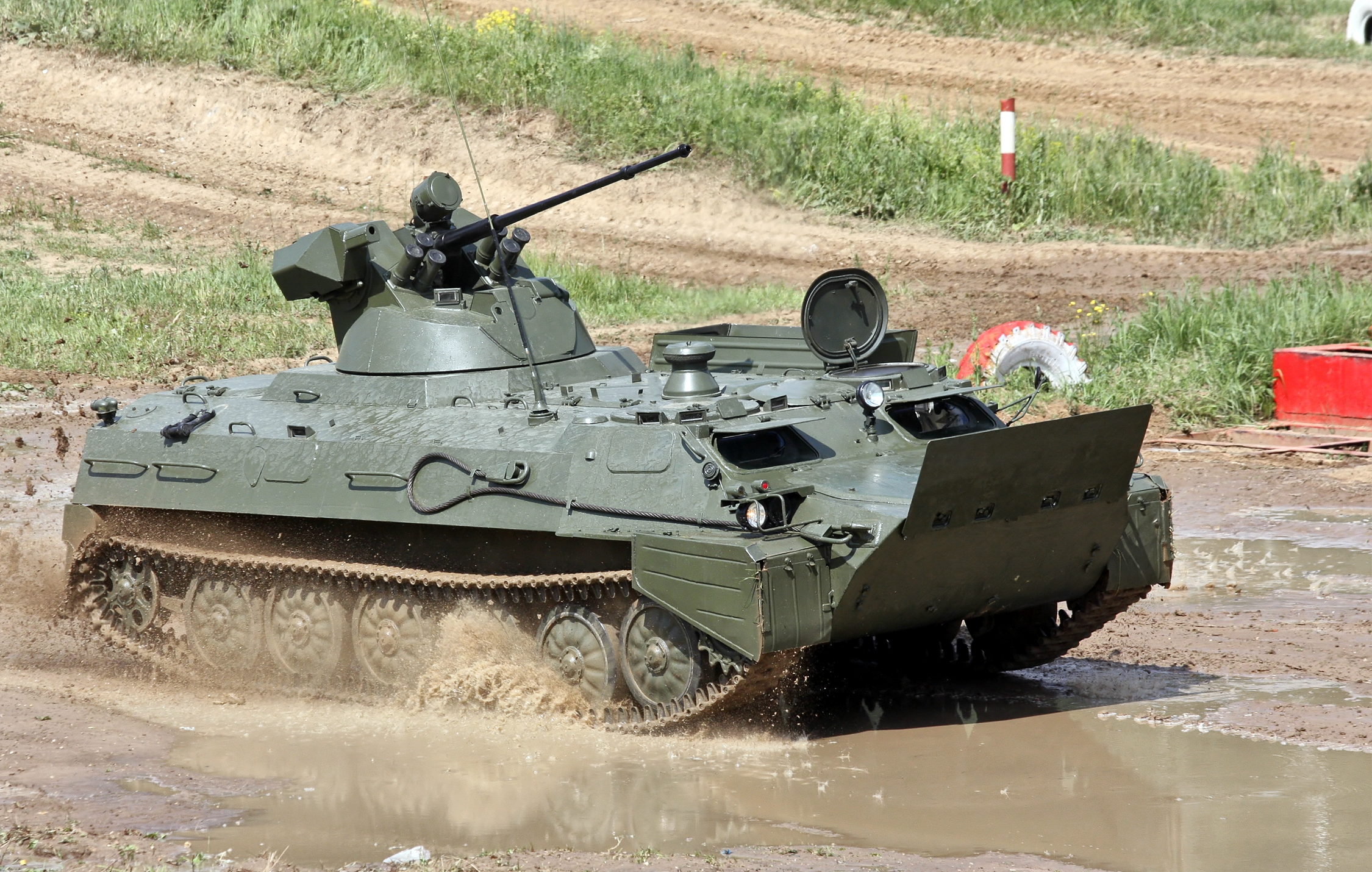
升级后的MT-LBM 6MB配备MB2炮塔，主武器为一门2A72 30毫米机炮。

### 东德
- MT-LB(Pi)：战斗工程车。[12]
- MT-LB(Pzj)：反坦克部队使用的型号。
- MT-LB(Pzj Fü)：反坦克部队使用的指挥车。
- MT-LB(BO) SFL：自行火炮部队使用的阵地指挥车。
- San MT-LB：救护车。
- MTP-LB：技术支援车。

### 伊拉克

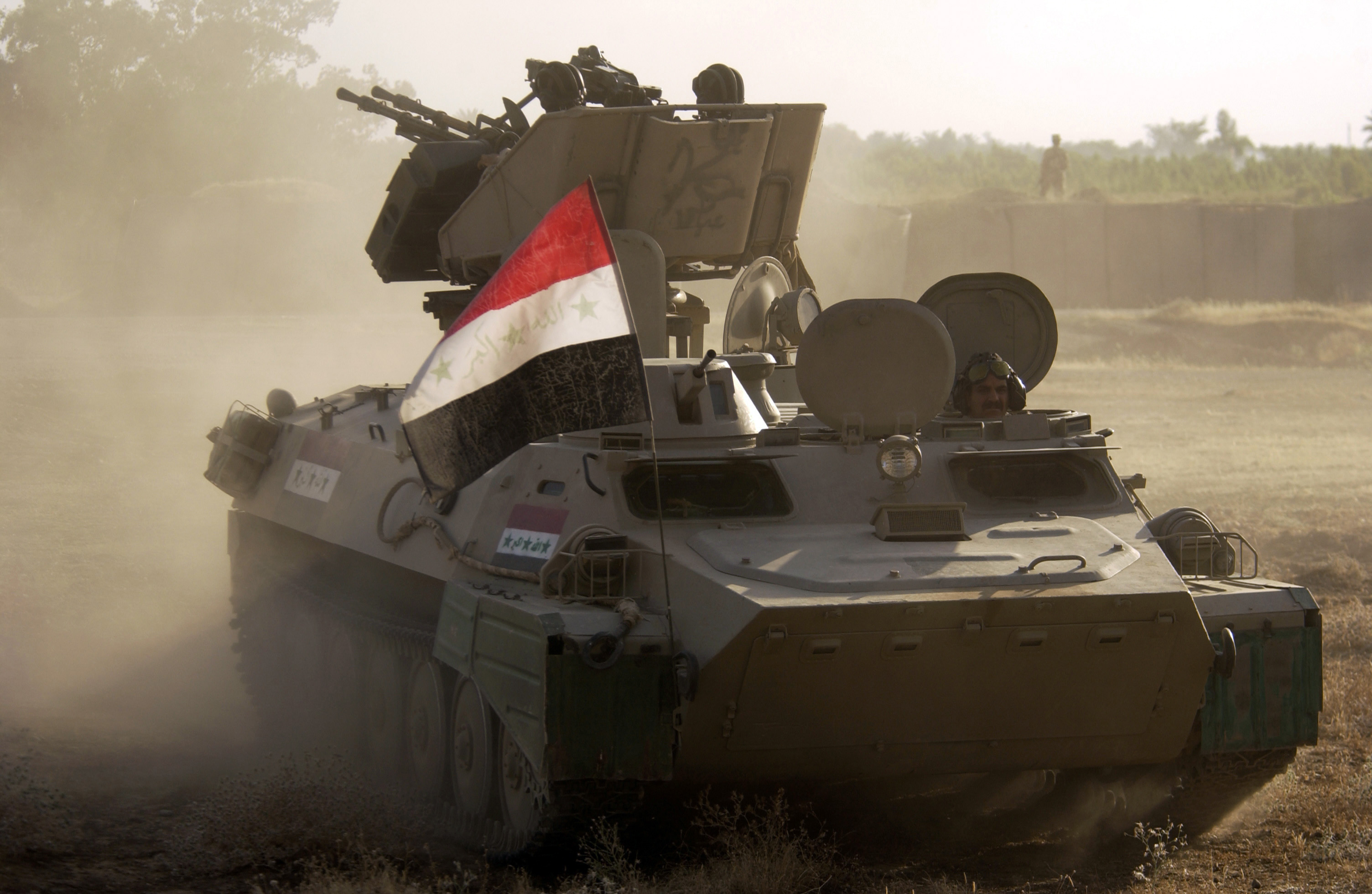
伊拉克MT-LB改装为装备ZU-2高射炮的SPAAG。

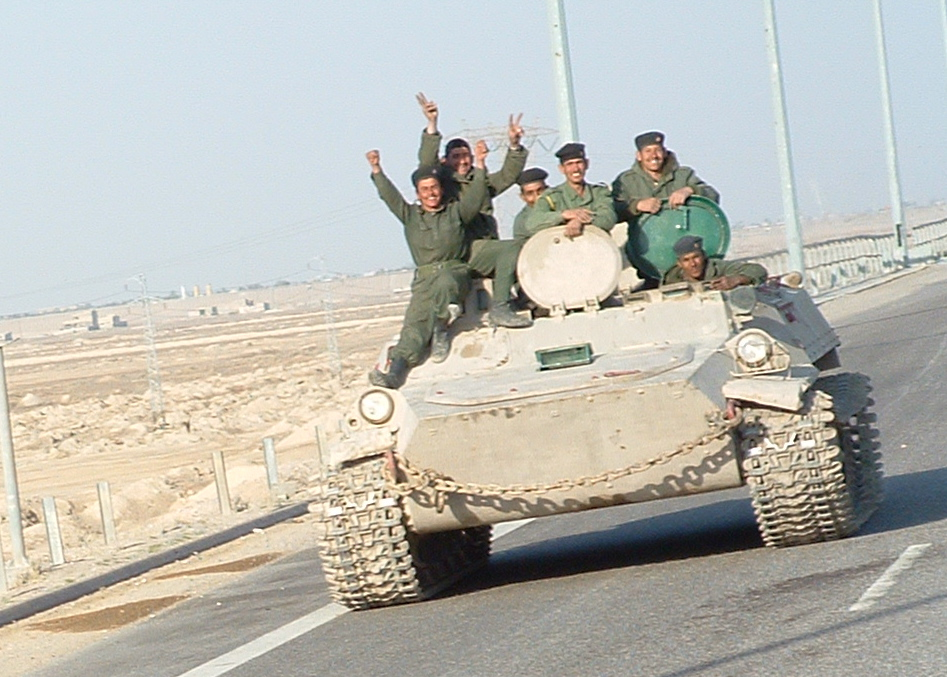
伊拉克MT-LBV配备了更宽的履带。

- 通过在MT-LB后部安装一门ZU-23-2 23×152毫米（英语：23×152mmB）双联高射炮而改装为SPAAG。炮的轮子已被拆除，因此无法轻易拆卸和单独使用。这种改造至少有两种型号：一种是将ZU-23-2安装在敞开式炮塔中，另一种是将ZU-23-2安装到延伸出MT-LB车体之外的平台上，此平台为火炮操作员提供了车顶。第二种型号可用于火力支援，因为车顶会在机炮抬高时阻挡炮手的瞄准视线。[13]

### 波兰
1976年起，波兰斯塔洛瓦沃拉冶炼厂获得MT-LB的生产授权，同时还开发了具有更好的漂浮性能的改进型底盘SPG-2。
- MT-LB-2AP：装备SKOT-2AP炮塔的APC型号，搭载高仰角14.5毫米KPVT MG和7.62毫米PKT CMG。仅有原型。
- WEM Lotos：配备四张担架的野战急救车。
- WPT Mors：装甲抢救和维修车，1983年开始生产。
- R-137T（[] 错误：{{Lang-xx}}：拉丁字母转写（帮助））：搭载VHF无线电装置R-137的信号车。1987年投入使用，有效范围是70至150公里。
  - ZWD-1 "Irys"（[] 错误：{{Lang-xx}}：拉丁字母转写（帮助））：指挥车，安装了自动化指挥装置“Irys”。
- MT-LB-23M "Krak"：无人炮塔内装有23毫米炮的APC型号。仅有原型。
- Promet：配备双联23毫米炮的自行式防空炮，1979年开始生产。仅有四辆原型。
- "Przebiśnieg"：电子战系统，由三种不同型号的战车组成：
  - SZ或MT-LB Z（[] 错误：{{Lang-xx}}：拉丁字母转写（帮助））：EW/干扰车;
  - SR或MT-LB R（[] 错误：{{Lang-xx}}：拉丁字母转写（帮助））：COMINT/SIGNINT车；
  - WD krel：前哨指挥车（[] 错误：{{Lang-xx}}：拉丁字母转写（帮助））。
- SPG-2：经过大量修改的基础车，重新设计了车头部分和水力喷射装置，以获得更好的漂浮性能：[15]
  - TRI Hors：工程侦察车，1983年起批量生产，炮塔上装有12.7毫米NSVT AAMG；[15]
  - WPT Mors-II：装甲抢救和维修车，1986年开始生产，炮塔上装有12.7毫米NSVT AAMG；[15]
  - Opal-I和Opal-II：火炮指挥车，炮塔配备NSWT-12.7 Utios（Opal-I配备180 kW涡轮增压柴油发动机SW680/167/1，Opal-II配备220 kW发动机SW680T (YaMZ-238N)）和更长的底盘，7对负重轮。[16]仅有原型

- - BWO-40：装备40毫米博福斯炮的步兵战车。BWP-40（BMP-1升级版）上安装了类似的炮塔。仅有原型。

### 瑞典

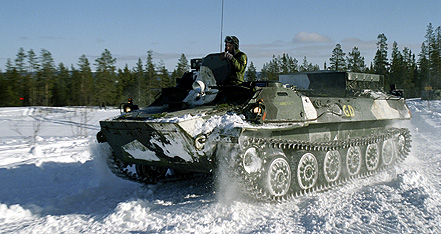
瑞典的MT-LB—Pbv 401

- Pbv 401（[] 错误：{{Lang-xx}}：拉丁字母转写（帮助））：由前东德车辆改造而成，配备7.62毫米Ksp 95和Ksp 58机枪。[17]

### 乌克兰
- MT-LB-12：2022年改装，战车上搭载一门MT-12 100毫米反坦克炮。至少有两辆已生产，还计划生产更多。[18][19]2022年俄罗斯入侵乌克兰期间，乌克兰还部署了将MT-LB车体与D-44型85毫米战防炮结合起来的临时拼凑品。[20][21]
- MT-LB-AT：配备了一个带有机枪装甲保护的旋转炮塔，武器是一挺12.7毫米DShKM机枪。[22]
- MT-LB-T-23-2：基于MT-LB底盘制造的一种BMP，装备了ZU-23高射炮。自2015年起一直由Tekhimpeks（烏克蘭語：Техімпекс）工业园区生产。

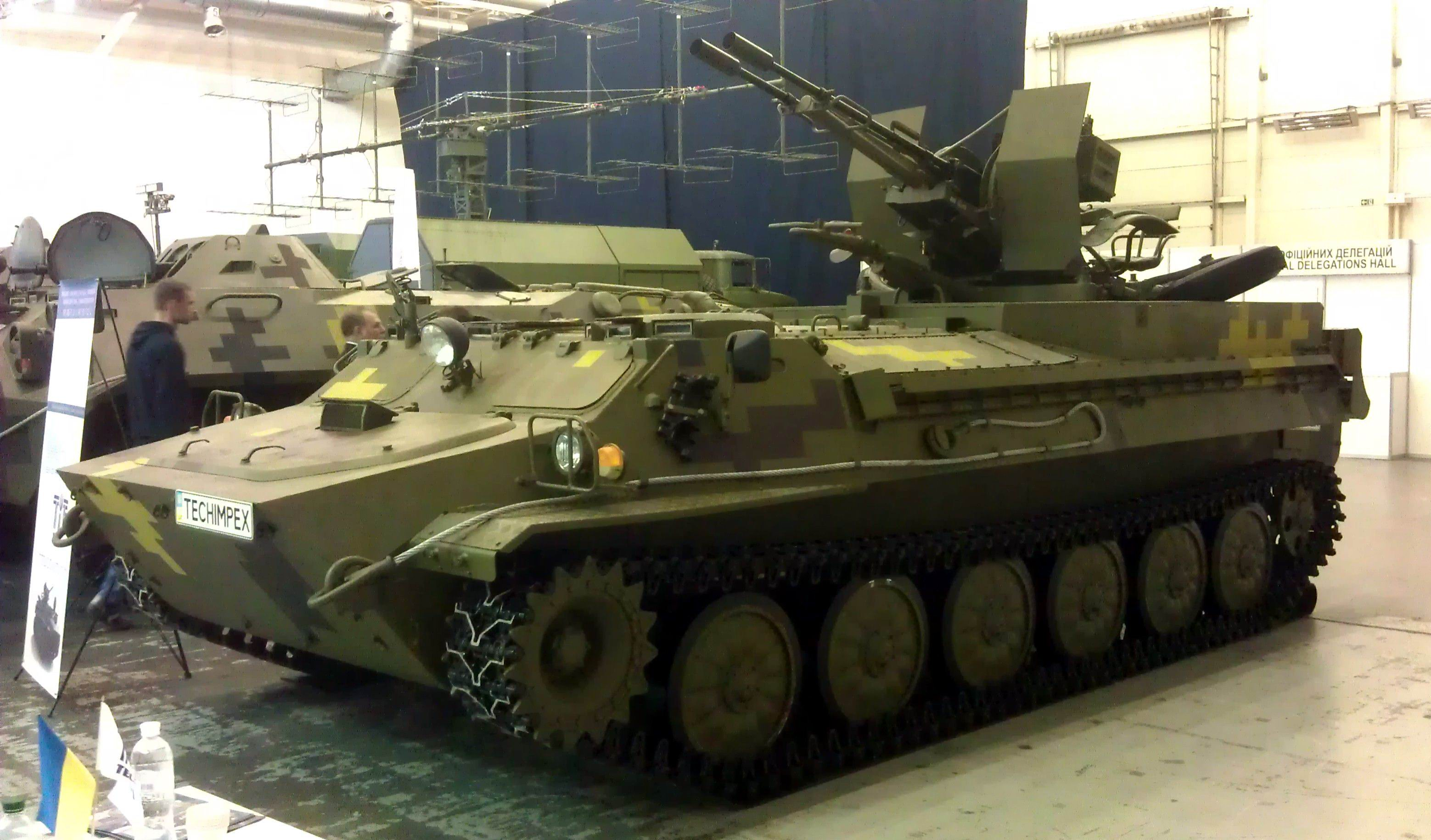
NPK Tekhimpeks展台上的MT-LB-T-23-2。武器与安全展览会，基辅，2015年9月。

### 俄罗斯

#### 现役
- MT-LB
- MT-LBVM
- MT-LBVMK：MT-LBVM的改进型，配备12.7毫米Kord机枪，而非12.7毫米NSVT机枪。[23]
- MT-LBu

- MT-LBM 6MB

混合车辆：
- MT-LB搭载ZU-23防空炮
- MT-LB搭载14.5mm BPU-1炮塔
- MT-LB搭载14.5mm 2M-7舰炮
- MT-LB搭载AZP S-60防空炮
- MT-LB搭载100毫米MT-12（英语：MT-12）反坦克炮
- MT-LB搭载82毫米2B9矢车菊（英语：2B9 Vasilek）自动迫击炮
- MT-LB搭载25mm 2M-3舰炮
- MT-LB搭载140mm Ogon-18 MRLS

#### 未使用车辆
- Toros：摩尔曼斯克机车工厂（俄语：Муромтепловоз）开发，适用于北极地区的改装车，配备30毫米机炮2A42、PKMT 7.62毫米机枪和30毫米AGS-17D榴弹发射器，并配备扫雪机。[24][25]

## 使用方

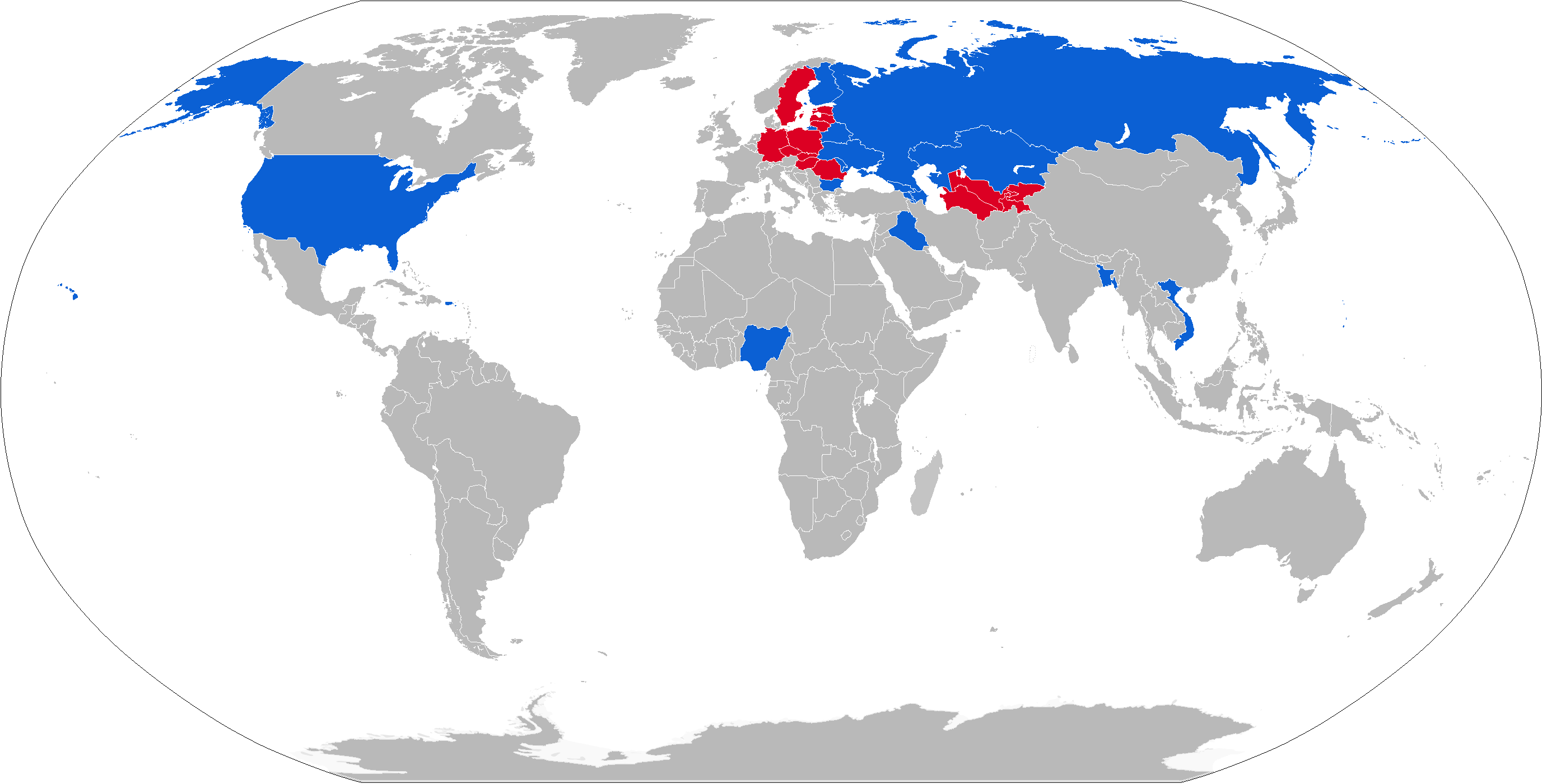
MT-LB使用方的示意地图
当前
曾经

### 当前用户
- 亞美尼亞[26]
- ：336[27]
- 安哥拉 ：31[28]

- ：134[29]
- 保加利亚：100 [9]
- 白俄羅斯：70[30]
- 刚果民主共和国：6[31]
- ：10[32]
- 芬兰：40辆MT-LBV，102辆MT-LBU[33]
- ：现役66辆[34]
- 伊拉克：现役约400辆[35]
  -  伊拉克库尔德斯坦：现役约400辆以内[36]
- ：150[37]

- 摩尔多瓦：60[38]
- 緬甸：26[39]
- 奈及利亞：67[40]
- 北馬其頓：10[41]
- 人民保护部队 (YPG)[42]
- 乌克兰：2090。[43][44]截至2024年2月1日，乌克兰在俄罗斯入侵期间损失了104辆各种型号的MT-LB。[45]
- 乌拉圭：5[46]
- 美国：由假想敌部队用于训练。
- 俄羅斯：现役3300辆。[47]目前海军陆战队的MLBSh型正在进行现代化改造，配备更强大的发动机、新履带和新武器。[48]还升级至陆军的VM1K版本，并配备了新的无线电台。[49]其中一些被装备了ZU-23以作为高射炮平台使用。[50]截至2024年3月25日，俄罗斯在乌克兰损失了至少1000辆不同型号的MT-LB。[51]

### 前用户
- 阿尔察赫共和国：2023年纳戈尔诺-卡拉巴赫攻势后被阿塞拜疆扣押[52]
- ：6辆SNAR-10已封存，等待报废。
- 捷克斯洛伐克：由捷克继承
- 东德：721辆保加利亚制造的MT-LB、32辆SNAR-10和36辆箭-10M。由统一后的德国继承。
- 德国：取自东德军队，全部报废或卖给其他国家。
- 匈牙利：箭-10和SNAR-10
- 伊斯蘭國[53]
- 立陶宛：10辆已退役[54]
- 波蘭：15辆已退役[55]
- 瑞典：460（瑞典国内的名称为Pbv 401，于1993年从前东德购买，后逐渐退役，直到最后147辆于2011年出售给芬兰）[56]
- 南斯拉夫[57]
- 苏联：由继承国获得

## 脚注
1. ↑  Kadam, Tanmay. . Latest Asian, Middle-East, EurAsian, Indian News. 2023-03-07  [2023-04-16]. （原始内容存档于2023-12-05）.
2. ↑  . （原始内容存档于2018-11-03）.
3. ↑  . （原始内容存档于2014-03-02）.
4. ↑  . Novinite.com. 2011-03-01  [2022-04-02]. （原始内容存档于2024-02-14）.
5. ↑  . Army Recognition. 2012-06-16  [2022-04-02]. （原始内容存档于2023-11-28）.
6. ↑  . （原始内容存档于2014-11-11）.
7. ↑  Pike, John. . Federation of American Scientist Military Analysis Network. 2000-01-16  [2022-07-21]. （原始内容存档于2023-05-15）.
8. ↑  . www.inetres.com. Gary's Combat Vehicle Reference Guide.   [2018-08-22]. （原始内容存档于2018-10-07）.

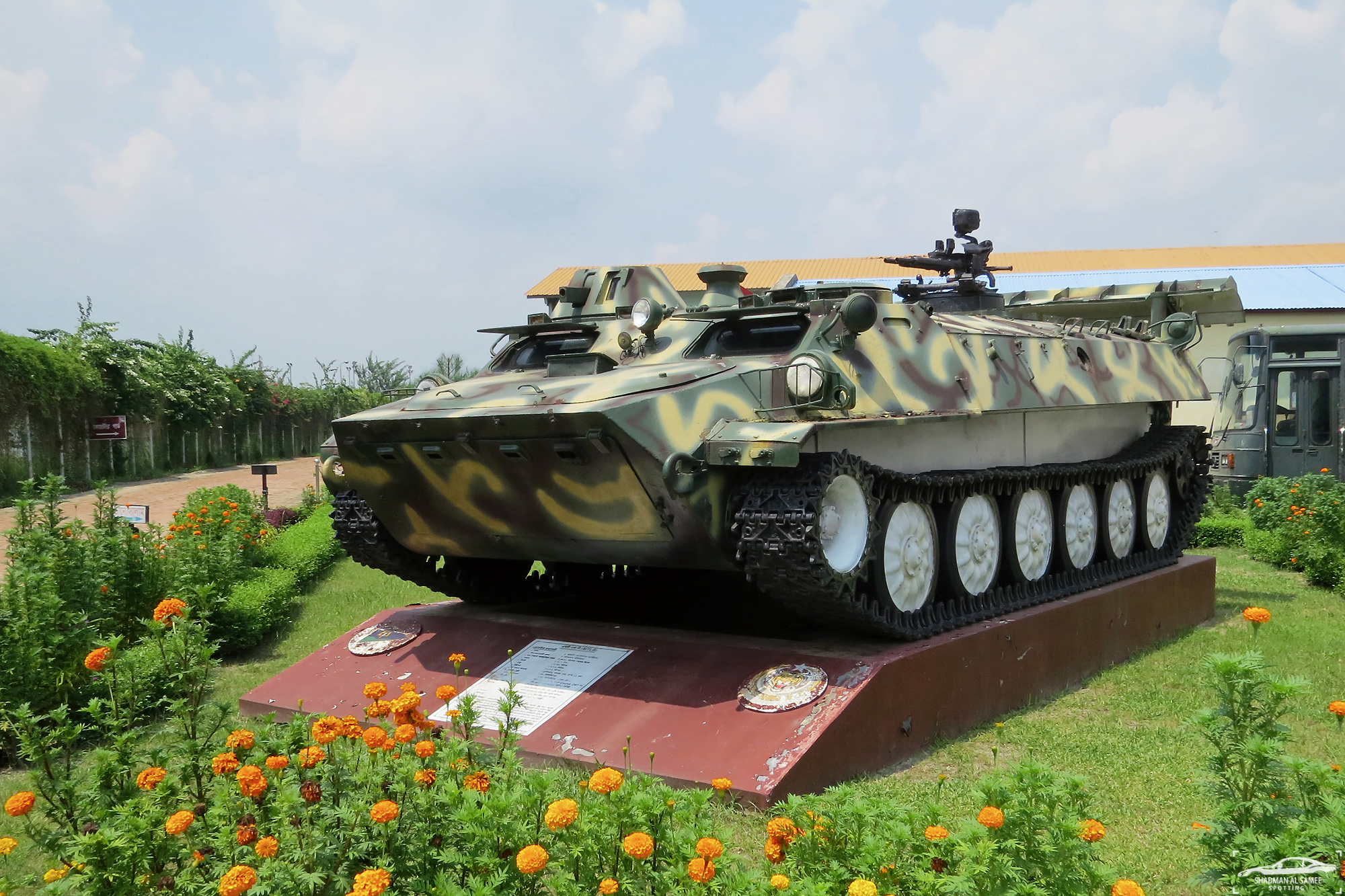
正在展出的孟加拉国陆军MT-LB。

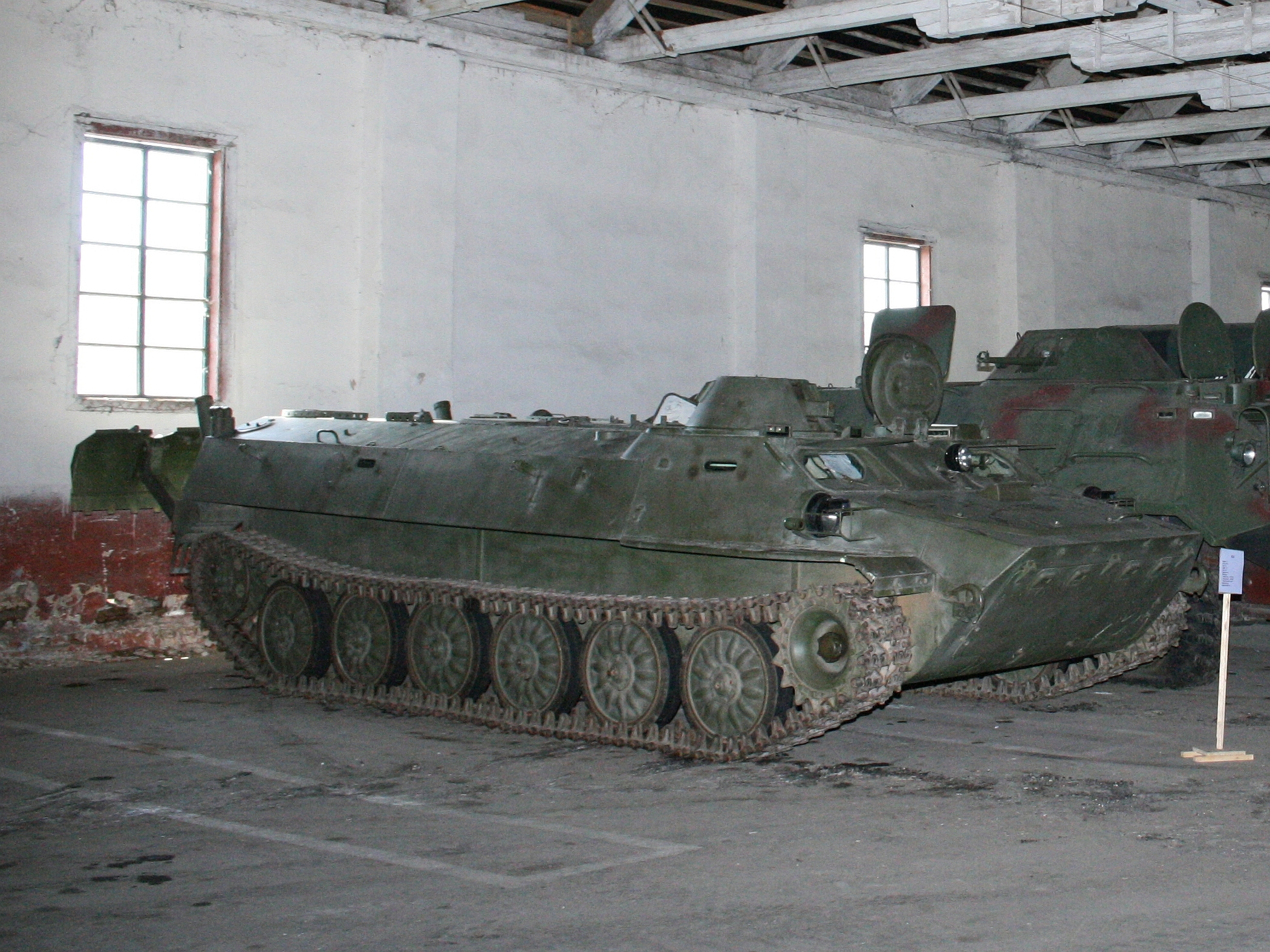
正在展出的立陶宛陆军MT-LB。

9. 1 2  The Military Balance 2017，第97頁.
10. ↑  Петров, Генерал-майор (рез.) Петър Петров. . Отбрана.com. 2016-05-09  [2022-04-02]. （原始内容存档于2024-04-25） （保加利亚语）.
11. ↑  Александрова, Галина. . Capital.bg (Economedia). 1995-04-24  [2022-04-02]. （原始内容存档于2023-04-22） （保加利亚语）.
12. ↑  Lutz-Reiner Gau; Jürgen Plate; Jörg Siegert. . 斯图加特: Motorbuch Verlag. 2001. ISBN 9783613021525. OCLC 282507585 （德语）.
13. ↑  Jim Webster. . Jedsite.info.   [2013-03-22]. （原始内容存档于2022-10-06）.
14. ↑  . hsw.pl.   [2024-04-25]. （原始内容存档于2024-04-25）.
15. 1 2 3 4  Jerzy Kajetanowicz（波兰语：Jerzy Kajetanowicz）. . Poligon. 第5期: 12-18. 2010  [2024-04-25]. （原始内容存档于2024-04-24） （波兰语）.
16. ↑  . Militarium.   [2016-10-05]. （原始内容存档于2012-02-09） （波兰语）.
17. ↑  Rickard Olof Lindström. . ointresse. 2014-10-18  [2024-04-25]. （原始内容存档于2024-02-23） （瑞典语）.
18. ↑  . Defense Express. 2022-08-14  [2024-04-25]. （原始内容存档于2023-12-10） （英语）.
19. ↑  . 大众机械. 2022-09-02 10:30 AM EST  [2024-04-25]. （原始内容存档于2024-05-01） （英语）.
20. ↑  David Axe. . 福布斯. 2022-08-05  [2024-04-25]. （原始内容存档于2024-04-25）.
21. ↑  David Axe. . 福布斯. 2022-11-27  [2024-04-25]. （原始内容存档于2022-12-26）.
22. ↑  Oleksiy Makhno. . Ukrainian Military Pages. 2021-3-18，星期四  [2024-04-25]. （原始内容存档于2024-04-25） （乌克兰语）.
23. ↑  . Muromteplovoz.   [2015-02-06]. （原始内容存档于2015-02-06） （俄语）.
24. ↑  . 2016-05-18. （原始内容存档于2018-11-03）.
25. ↑  Behrendt, Paweł. . 2015-11-11  [2024-04-25]. （原始内容存档于2023-04-22）.
26. ↑  The Military Balance 2017，第199頁.
27. ↑  The Military Balance 2017，第201頁.
28. ↑  国际战略研究所. . Taylor & Francis. 2021: 448. ISBN 9781032012278.
29. ↑  The Military Balance 2017，第274頁.
30. ↑  The Military Balance 2017，第203頁.
31. ↑  The Military Balance 2017，第508頁.
32. ↑  The Military Balance 2017，第511頁.
33. ↑  . 2022: 77  [2024-04-25]. （原始内容存档于2024-05-26）.
34. ↑  The Military Balance 2017，第205頁.
35. ↑  The Military Balance 2017，第380頁.
36. ↑  . YouTube.   [2014-12-09]. （原始内容存档于2015-11-17）.
37. ↑  The Military Balance 2017，第206頁.
38. ↑  The Military Balance 2017，第209頁.
39. ↑  The Military Balance 2017，第316頁.
40. ↑  The Military Balance 2017，第528頁.
41. ↑  The Military Balance 2017，第136頁.
42. ↑  Mitzer, Stijn; Oliemans, Joost. . Oryx (博客). 2021-10-29  [2024-04-25]. （原始内容存档于2022-07-05）.
43. ↑  The Military Balance 2017，第228頁.
44. ↑  John Pike. . GlobalSecurity.org（英语：GlobalSecurity.org）.   [2013-03-22]. （原始内容存档于2017-07-07）.
45. ↑  .   [2024-04-25]. （原始内容存档于2022-05-10）.
46. ↑  The Military Balance 2017，第472頁.
47. ↑  The Military Balance 2017，第212頁.
48. ↑  . 2018-05-14  [2018-05-16]. （原始内容存档于2018-05-16）.
49. ↑  . armstrade.org.   [2024-04-25]. （原始内容存档于2023-04-18）.
50. ↑  . armstrade.org.   [2024-04-25]. （原始内容存档于2024-02-27）.
51. ↑  Oryx (博客). . Oryx (博客).   [2024-02-03]. （原始内容存档于2022-04-01）.
52. ↑  Mitzer, Stijin; Oliemans, Joost. . Oryx (博客).   [2023-10-07]. （原始内容存档于2023-10-11）.
53. ↑  Mitzer, Stijn; Oliemans, Joost. . Oryx (博客).   [2024-04-25]. （原始内容存档于2022-07-05）.
54. ↑  The Military Balance 2017，第133頁.
55. ↑  The Military Balance 2017，第145頁.
56. ↑  . 芬兰国防军. 2011-03-24  [2011-03-24]. （原始内容存档于2012-05-10）.
57. ↑  Kočevar, Iztok.  [The Yugoslav armored arm during the Cold War]. Batailles et Blindés. No. 62 (Caraktère). 2014-08: 66–79. ISSN 1765-0828. OCLC 225319133 （法语）.